# Ежедневный журнал
Ежедне́вный журна́л — российское интернет-издание, существующее с 2004 года. Сайт заблокирован Роскомнадзором[≡].

## Предыстория
Непосредственным предшественником «Ежедневного журнала» был «Еженедельный журнал», выходивший в бумажном варианте в 2001−2004 годах. Его образовала команда сотрудников журнала «Итоги», ушедших из него после перехода издания под контроль ОАО «Газпром». Главным редактором «Еженедельного журнала» в 2001—2003 годах был Сергей Пархоменко. Издание финансировал Владимир Гусинский, а его учредителем был издательский дом «Остров». Также с 2001 года действовал сайт журнала по адресу www.ej.ru. В феврале 2003 года главным редактором «Еженедельного журнала» стал Михаил Бергер.
Постоянными авторами «Еженедельного журнала» были Антон Носик, Александр Гольц, Дмитрий Пинскер, Лев Рубинштейн, Михаил Фишман, Виктор Шендерович, Василий Уткин, Сергей Капков, Галина Юзефович, Александр Рыклин, Елена Курляндцева, Ирина Ясина, Антон Орехъ, Виталий Портников, Глеб Ситковский, Алексей Макаркин, Максим Блант, Дина Годер и др.

## Редакция

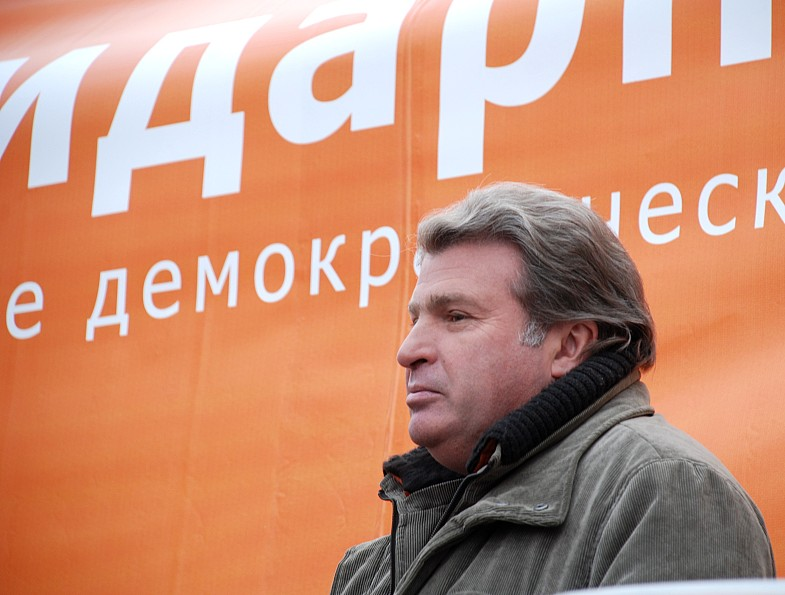
Александр Рыклин

В ноябре 2004 года, после 164-го номера, «Еженедельный журнал» прекратил своё существование, однако тогда же в Интернете по этому же адресу стал реализоваться новый проект — «Ежедневный журнал». Его главным редактором до 2005 года был Бергер, затем его сменил Александр Рыклин. Заместитель главного редактора — Александр Гольц, генеральный директор — Ольга Пашкова.
Александр Рыклин и Александр Гольц в 2005 году вошли в руководство Объединённого гражданского фронта (ОГФ; лидер — Гарри Каспаров). С 2004 года они, наряду с другими оппозиционно настроенными представителями либеральной интеллигенции, являлись членами «Комитета-2008: Свободный выбор».

## Характеристика издания
В «Ежедневном журнале» выходят публицистические и аналитические статьи российских политологов, экономистов, журналистов. Среди постоянных авторов журнала — целый ряд фигур, являющихся критиками действующей российской власти, в том числе Виктор Шендерович, Евгения Альбац, Юлия Латынина, Михаил Делягин и др. В то же время в числе авторов присутствуют и те, которые не принадлежат к оппозиции — Леонид Радзиховский, Николай Сванидзе и др, однако и те, и другие являются сторонниками либеральных идей.
Ежедневно в издании выходят несколько аналитических материалов; кроме того, имеется новостная лента с экспресс-комментариями и публикуется «прямая речь» политических и общественных деятелей. Среди политиков, выступавших в «Ежедневном журнале» — Гарри Каспаров, Владимир Рыжков, Сергей Глазьев, Александр Осовцов, Эдуард Лимонов. В разделе «Back to KGB» публикуются материалы о деятельности спецслужб, подготовленные журналистами Андреем Солдатовым и Ириной Бороган. Значительное внимание издание уделяет российской оппозиции, в том числе «Маршам несогласных».
10 марта 2010 года «Ежедневный журнал» разместил обращение к гражданам России «Путин должен уйти». Вскоре сайт подвергся хакерской атаке. В тот же день обращение было перенесено на специально созданный сайт PutinaVotstavku.ru.

## Критика
«Ежедневный журнал» подвергается резкой критике со стороны некоторых публицистов, в частности, Михаилом Юрьевым в его статье «Две логики в российской политике», где издание было названо «невзлинско-березовским боевым листком».
Представители партии «Яблоко» в феврале 2009 года отмечали:

Александр Рыклин активнейшим образом участвует в кампании травли партии в интернет-издании «Ежедневный Журнал», шеф-редактором которого является. При этом он отказывает «ЯБЛОКУ» в возможности дать публичный ответ в этом же издании.

## Блокировка сайта по решению Генпрокуратуры
С 13 марта 2014 года доступ к сайту «Ежедневного журнала», как и к сайтам «Грани.ru», «Каспаров.ru» и ЖЖ Навального был заблокирован Роскомнадзором по требованию Генеральной прокуратуры России. В ответ «Ежедневный журнал» создал страницу «ЕЖ навсегда!» с указанием ссылки на зеркало, где сайт можно читать в России в данный момент.
Роскомнадзор блокировал и новые сайты с полностью новыми материалами — www.ej2015.ru, www.ej2018.ru, настаивая на том, что это зеркала ранее заблокированного «Ежедневного журнала». При этом по-прежнему не сообщается какая именно информация является запрещенной. После безуспешных попыток оспорить блокировки в российских судах в 2019 году была подана жалоба в ЕСПЧ.
В июне 2020 года ЕСПЧ признал, что блокировка «Ежедневного журнала» нарушила Европейскую конвенцию по правам человека, а в ноябре 2020 года потребовал его разблокировки.